# Innocent starter
innocent starter – dziesiąty singel japońskiej piosenkarki Nany Mizuki, wydany 6 października 2004. Tytułowy utwór został wykorzystany jako opening w anime Magical Girl Lyrical Nanoha, a utworu Soredemo kimi o omoidesu kara -again- użyto jako opening w grze visual novel Memories Off ~Sorekara~. Singel osiągnął 9 pozycję w rankingu Oricon, sprzedał się w nakładzie 25 307 egzemplarzy.

## Lista utworów
| Nr | Tytuł                                                                                               | Słowa             | Kompozycja        | Aranżacja     | Czas |
| -- | --------------------------------------------------------------------------------------------------- | ----------------- | ----------------- | ------------- | ---- |
| 1. | "innocent starter"                                                                                  | Nana Mizuki       | Tsutomu Ōhira     | Tsutomu Ōhira | 4:41 |
| 2. | "Open Your Heart"                                                                                   | Nana Mizuki       | Takahiro Iida     | Takahiro Iida | 4:23 |
| 3. | "Soredemo kimi o omoidesu kara -again-" (jap. それでも君を想い出すから -again-)                     | Chiyomaru Shikura | Chiyomaru Shikura | Tsutomu Ōhira | 4:46 |
| 4. | "innocent starter" (Off Vocal Version)                                                              |                   | Tsutomu Ōhira     | Tsutomu Ōhira | 4:41 |
| 5. | "Open Your Heart" (Off Vocal Version)                                                               |                   | Takahiro Iida     | Takahiro Iida | 4:23 |
| 6. | "Soredemo kimi o omoidesu kara -again-" (jap. それでも君を想い出すから -again-) (Off Vocal Version) |                   | Chiyomaru Shikura | Tsutomu Ōhira | 4:46 |